# Légataire à titre particulier
Le légataire à titre particulier est la personne gratifiée par testament d'un ou plusieurs biens déterminés ou déterminable sans être tenu de prendre en charge la quote part correspondante des dettes grevant la succession. En revanche les héritiers et légataires universels seront tenus de prendre en charge la dette successorale y compris celle grevant le bien objet du legs particulier. 

## Cadre législatif québécois
Le code civil du Québec précise dans son article 739 que le légataire particulier n'est pas un héritier à proprement parler. C'est pourquoi la prise en charge des dettes ne peut lui être imposée, à moins que l'actif successoral ne suffise pas à honorer le passif laissé par le défunt. Dans ce cas, le légataire à titre particulier sera tenu de la dette successorale à concurrence de la valeur de ce dont il a hérité.
Article 739 - Code civil du Québec (1991).
Le légataire particulier qui accepte le legs n'est pas un héritier, mais il est néanmoins saisi, comme un héritier, des biens légués, par le décès du défunt ou par l'événement qui donne effet à son legs. Il n'est pas tenu des obligations du défunt sur ces biens, à moins que les autres biens de la succession ne suffisent pas à payer les dettes; en ce cas, il n'est tenu qu'à concurrence de la valeur des biens qu'il recueille.